# Aeroportul Peronne-St Quentin
Aeroportul Peronne-St Quentin (IATA: XSJ, ICAO: LFAG) este un aeroport din Franța ce deservește zona Estrées-Mons.
Situat la o altitudine de 66 m, aeroportul dispune de o singură pistă. Este operat de communauté de communes de la Haute Somme⁠(d).